# ルイス・バーエス・デ・トーレス
ルイス・バエス・デ・トーレス（Luis Váez de Torres, 1565年頃 - ？）はスペイン王室に仕えた海洋探検家である。オーストラリア大陸とニューギニア島の間を（記録に残る限り、西洋人としては）初めて航行し、海峡にトレス海峡の名を残した。名前はポルトガル風にLuís Vaz de Torresとも書かれる。日本語表記は長音符を入れず「トレス」とも。

## 出自
彼の出自について分っていることはわずかである。生年・生地は不明であるが、1606年に30代後半ないし40代だったことから、1565年ごろに生まれたと推測される。ポルトガル人ともスペイン人ともされるが、どちらかと言えば後者（厳密にはガリシア人）だったようである。
ペドロ・フェルナンデス・デ・キロスの探検に加わる以前の経歴は不明であるが、スペイン海軍に入隊してスペイン領南アメリカで経験を積んだ、と推察する資料もある。その後キロスのテラ・アウストラリス探索の航海に二番船の指揮官として加わり、1605年末からは歴史に姿を見せ始めた。

## キロスの航海
ポルトガル人キロスは「サン・ペドロとサン・パブロ」号（150トン）、「サン・ペドロ」号（120トン）、付属船「3人の王たち」号の3隻を率いて、1605年12月にスペイン領ペルーのカヤオから出帆した。1606年5月、現バヌアツのエスピリトゥ・サント島に到達。キロスはこの島を「ラ・アウストリャリャ・デル・エスピリトゥ・サント」と名付けたが、「アウストリャリャ」（"Austrialia"）は当時のスペイン王室が属していたオーストリアのハプスブルク朝に敬意を表してのことであった。
その後の6週間、キロスの船隊は海岸線を探索しながら航海した。1606年6月11日の夜、キロスの乗った「サン・ペドロとサン・パブロ」号は悪天候のため他の2隻と別れ別れになってしまい、（本人の言によれば）エスピリトゥ・サント島にも戻れなかったためメキシコのアカプルコへと帰還した（1606年11月到着）。キロスに対して批判的であった士官ディエゴ・デ・プラドという人物の証言によると、指導力の欠如と反乱の勃発が「サン・ペドロとサン・パブロ」号の落伍の理由である。

## トーレス指揮を執る
トーレスは15日間エスピリトゥ・サント島に留まった後、ペルー総督からの封緘命令を開いた。命令書にはキロス不在の場合はプラドを代理にするよう指示があったが、トーレスが指揮権を手放さなかったことは幾つもの証拠からして確実である（プラド本人もそう証言している）。

## ニューギニア南岸とトレス海峡
1606年6月26日に、「サン・ペドロ」号と「3人の王たち」号はトーレスの指揮の下、マニラへの針路を取った。逆風のため、彼らはニューギニア北岸に沿う最短経路を取れなかった。プラドの報告によると、彼らは1606年7月14日に陸地を見つけている。それはおそらくニューギニアの南東に位置するルイジアード諸島のタグラ島であった。航海は2か月以上も続けられ、幾度もの上陸により、スペイン領に行き着けるだけの水と食料が補充された。スペイン人たちは、時には原住民と暴力的な接触をもった。プラドとトーレスは妊婦を含む20人を捕虜にしたことを記録している。プラドはパプア湾での停泊地の海図を多数スケッチしており、何枚かは現存している。
長年の間、トーレスはニューギニア寄りの航路でトレス海峡（150kmの幅がある）を通過したのだと考えられてきた。しかし1980年にオーストラリアの歴史家ブレット・ヒルダーが論証したところでは、トレスの航路はもっとオーストラリア寄りであり、彼が通ったのは現在エンデヴァー海峡（プリンス・オブ・ウェールズ島とオーストラリア本土の間）と呼ばれている海域だという。この探検航海によってニューギニアが大陸の一部ではないことが証明された。
10月27日、トレスはニューギニアの西端に達し、ハルマヘラ海へ向けて北上した。1607年1月初旬にスペイン領のテルナテ島に到達した。3月1日にマニラに向けて出帆し、3月22日に到着。

## 航海の結果
マニラに着いた彼らは全く人々から関心を得られなかったが、トレスはスペインに戻って詳細な報告書を国王に提出しようと計画した。
1607年6月1日、南米からマニラへ、2隻の船が到着した。その片方はキロスの旗艦「サン・ペドロとサン・パブロ」号であった。改称されていたが、乗務員の一部は残存していた。キロスがまだ生きていることを知ったトレスはすぐに報告書をキロスに送った。この文書は現存していないが、キロスはそれを自分の数多い記録の一部として国王に見せ、次の航海に出るべく王の心を揺さぶる材料にした。
それ以降、トーレス、その部下たち、捕虜たちは完全に歴史上から姿を消した。彼らのその後は不明である。プラドは（ことによるとニューギニア人の捕虜を1人連れて）スペインに帰った。トレスの記録の大半は出版されなかったが、海図やプラドの長々しい報告書とともにスペインの公文書館に収められた。
1762年から65年のある時、イギリス海軍の水路学者アレグザンダー・ダリンプル（Alexander Dalrymple）はトレスの報告書を目にしたという。この情報がジョゼフ・バンクスを通じてジェイムズ・クックに伝えられたことは確実である。